# أرتيم كوزلوف (لاعب كرة قدم)
أرتيم كوزلوف (بالأوكرانية: Козлов Артем Едуардович)‏ (10 فبراير 1997 بدونيتسك في أوكرانيا - ) هو لاعب كرة قدم أوكراني في مركز الدفاع.

## وصلات خارجية
- أرتيم كوزلوف (لاعب كرة قدم) على موقع اتحاد أوكرانيا (الإنجليزية)
- أرتيم كوزلوف (لاعب كرة قدم) على موقع قاعدة بيانات كرة القدم.إي يو (الإنجليزية)
- أرتيم كوزلوف (لاعب كرة قدم) على موقع Soccerway.com (الإنجليزية)